# Gigantes Lotte
Los Gigantes Lotte (en coreano 롯데 자이언츠) es un equipo de béisbol profesional fundado el 3 de febrero de 1982, es uno de los equipos fundadores del béisbol profesional coreano. Los Gigantes son miembros de la Organización Coreana de Béisbol, en la cual han logrado 2 títulos del campeonato local. Tienen sede en Busan en el Estadio de Béisbol Sajik. La compañía coreano-japonesa Lotte es su principal patrocinante.

## Títulos Obtenidos
Locales
2 Títulos locales
1984·1992

## Jugadores
Róster de Lotte Giants actualizado el 31 de agosto de 2013.